# Pichonia lauterbachiana
Pichonia lauterbachiana är en tvåhjärtbladig växtart som först beskrevs av Herman Johannes Lam, och fick sitt nu gällande namn av Terence Dale Pennington. Pichonia lauterbachiana ingår i släktet Pichonia och familjen Sapotaceae. Inga underarter finns listade i Catalogue of Life.